# Supercopa de España de Baloncesto 2009
La Supercopa de España de Baloncesto 2009 fue la 6.ª edición del torneo desde que está organizada por la ACB y la 10.ª desde su fundación de un torneo de baloncesto disputado el 2 y 3 de octubre de 2009, entre cuatro equipos, el Gran Canaria 2014, como equipo organizador del evento, el Regal Barça, como campeón de la última Liga ACB, el Caja Laboral Baskonia, último vencedor de la Copa del Rey y el Real Madrid, como equipo con el mejor coeficiente total entre la participación nacional y europea durante la pasada campaña. La competición se disputó en el Centro Insular de Deportes de Gran Canaria.
El campeón de la Supercopa 2009-2010 fue el Regal Barça, que ganó en semifinales al anfitrión, tercero del torneo, y en finales a su eterno rival el Real Madrid que eliminó anteriormente al Caja Laboral, que quedó último del torneo, para llegar a la final.

## Sorteo
El Centro Insular de Deportes, acogió el 23 de septiembre el sorteo de los emparejamientos entre los equipos. El primer partido es entre el Barça y el Gran Canaria 2014, partido muy esperado porque al conjunto blaugrana no se le dan bien las visitas a las isla, mientras que la segunda semifinal es entre el Caja Laboral y el Real Madrid, partido picante por la marcha de varios jugadores del Caja Laboral al Madrid en la temporada 2009-2010.

## Semifinales
Las semifinales de la Supercopa se jugaron el 2 de octubre, en Regal Barça se impuso al anfitrión en la primera semifinal, el conjunto de Xavi Pascual fue todo un vendaval durante todo el partido, dejando ver que sigue siendo una de las mejores defensas de la Liga. El partido empezó sin dueño alguno y se llegó al final del primer cuarto con mucha igualdad.El segundo cuarto fue en el que el Barça sacó de la manga una racha de 0-11 para romper el encuentro a su favor.El tercer periodo fue más de lo mismo, el conjunto amarillo conseguía canastas bajo los tableros gracias a Auguistine, pero estando él en el banquillo, el Barça se volvió a venir arriba llegando con 17 puntos de diferencia. Savané intentaba con varias jugadas bajar de la barrera de los 10 puntos de diferencia, pero allí estaba Ricky Rubio para solventarlo con robos y canastas.El partido acabó con un contundente 51-74 para los azulgranas. Todos en los azulgrana hicieron una excelente actuación, en especial Boniface Ndong, con 16 de valoración, es una de las incorporaciones blaugranas de cara a la temporada 2009-2010.
La otra semifinal entre el Caja Laboral y Real Madrid, se preveía de más apasionada, debido al gran nivel de ambos equipos y a los fichajes que se habían producido en verano, Prigioni y Vidal dejaron el Caja Laboral por el Real Madrid, pero pasó algo similar al partido del Barça. Desde el comienzo los blancos pusieron la directa consiguiendo grandes ventajas en el marcador, llegando al descanso con un 25-48. El Caja Laboral, liderado por Mirza Teletović, consiguió un parcial de 11-4 para ponerle más igualdad al partido, pero Messina pidió un tiempo muerto y "durmió" el partido volviendo a conseguir una ventaja de 20 puntos. El conjunto blanco se llevó la victoria final por 62-87, con Axel Hervelle como el hombre más destacado del partido, que consiguió 12 puntos y 7 rebotes en 19 minutos de actividad. De esta forma se esperaba el gran duelo para la final.

## Concursos

### Concurso de Triples

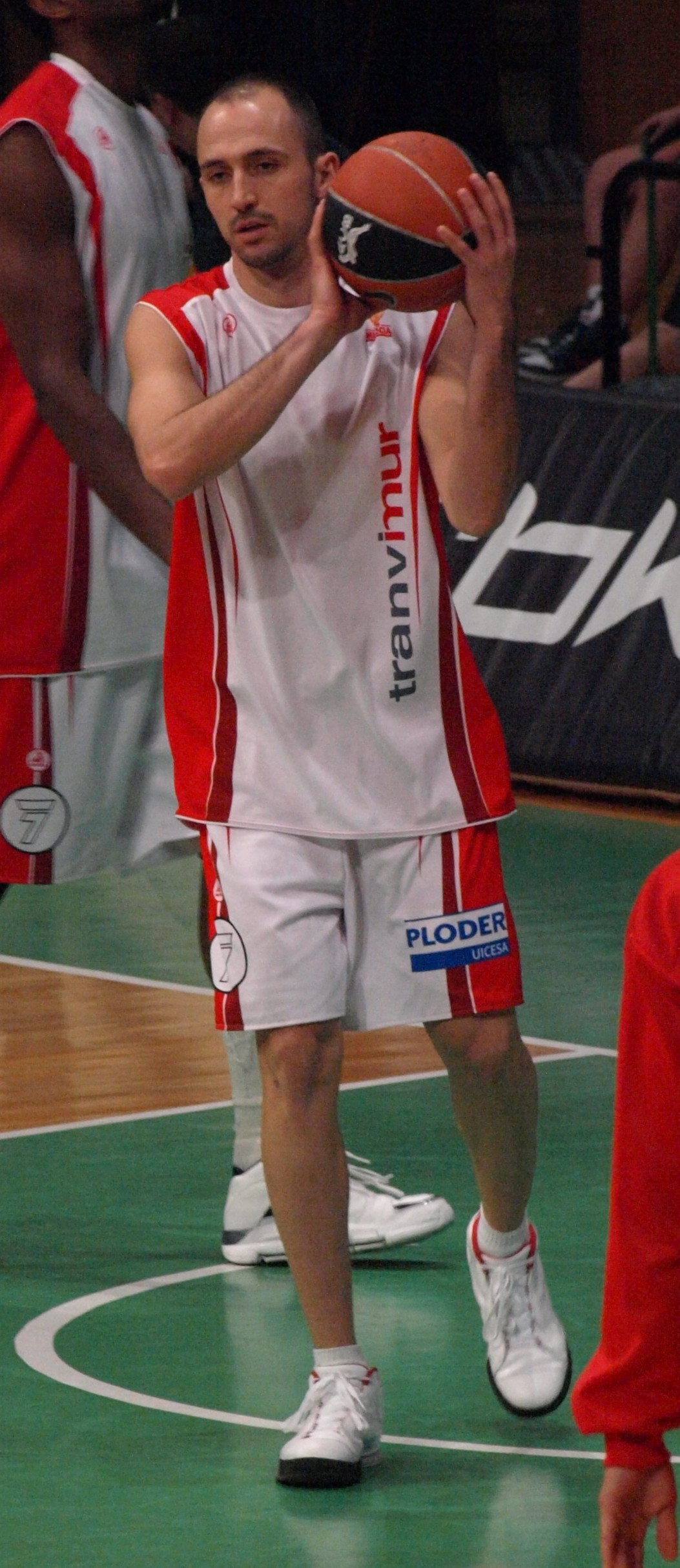
Pedro Robles.

El concurso de triples de la Liga ACB introdujo una novedad, el "Triple Mágico", es un lanzamiento extra que podrán efectuar los ocho participantes del concurso siempre y cuando hayan completado los cinco carros de 25 balones, en el tiempo reglamentario, 1 minuto. Sólo en ese caso, el jugador tendrá opción de realizar un último lanzamiento que estará situado a una distancia central del aro de 8 metros. Tendrá 10 segundos para efectuarlo y su valor será de 4 puntos.Este año los participantes eran Louis Bullock, Juan Carlos Navarro, Pedro Robles, Taquan Dean, Jaycee Carroll, Sergiy Gladyr, Alan Voskuil y Carl English. Los primeros enfrentamientos dejaron claro que no iban a dar espectáculo, uno de los choques más espectaculares fue el de Navarro y Bullock, el catalán consiguió 23 puntos y el americano 24 puntos. El duelo entre English y Carroll se lo llevó el de Gran Canaria por 19-20. Los duelos Pedro Robles-Alan Voskuil lo ganó el español y el Sergiy Galdyr-Taquan Dean se lo llevó Sergiy al conseguir una victoria clara sobre el del Unicaja.
La semifinales fueron apasionantes con los duelos de Pedro Robles-Jaycee Carroll, este duelo se lo llevó Pedro con sus 27 puntos, Triple Mágico incluido. La otra semifinal se la llevó Sergiy Gladyr por una ventaja de 2 puntos anotando el Triple Mágico que le dio la victoria en el último suspiro.
La final prometía muchísima emoción ya que estaban ambos en un buen estado. El jugador del Suzuki Manresa, Pedro Robles, ganó el concurso de triples con unos increíbles 31 puntos en los que solo falló 3 tiros de 26 lanzamientos. El otro finalista Sergiy lo hizo de maravilla anotándose 26 puntos pero nada pudo hacer frente a Pedro.

### Concurso de Mates
En la edición 2009-2010 los participantes fueron Sergio Llull, Antwain Barbour, Christian Eyenga y Mindaugas Katelynas. Comenzó el concurso con un buen mate a una mano de Barbour, el siguiente fue de Katelyne que sorprendió con un mate desde detrás de tablero y machacando a una mano. El mate de Sergi Llull fue espectacular, saltó por encima a un colaborador del Real Madrid para machacarla a dos manos. El mate de Eyenga fue muy emotivo ya que se quitó la camiseta del DKV Joventut y debajo tenía una camiseta del Gran Canaria 2014 con el nombre de Sitapha Savané, el mate fue muy bueno haciendo un alley-hop y acabando a una mano.
Sergio Llull y Barbour se quedaron fuera, por lo tanto, la final fue entre Eyenga y Katelynas, este último fue muy regular en todo el concurso, pero nada pudo hacer con Eyenga, que hizo un mate por entre las piernas y otro mate en el que cogió un peluche con la boca que estaba colgado en el aro mientras metía la canasta. Con este mate, Eyenga consiguió una puntuación de 51 puntos.El congoleño Christian Eyenga se convirtió así en el nuevo campeón de mates de la ACB.

## Final
La final enfrentó al FC Barcelona contra el Real Madrid el 3 de octubre. El partido fue muy disputado y se notó que se jugaban un título. El partido fue muy ofensivo y empezó con canastas de sus referentes en ataque. El Barça buscaba continuamente a sus hombres altos y fue determinante. El Real Madrid aventajó al Barça por 11 puntos, máxima del partido para ellos con un buen Jorge Garbajosa, que fue el mejor del conjunto blanco, pero el Regal Barça se ayudó de su poderío físico y algunas decisiones arbitrales de cierta polémica para terminar con su ventaja y remontar. Se llegó a los últimos instantes con un empate en el marcador a 82-82 restando para el final un minuto pero Lorbek metió una gran canasta aventajando en 2 puntos al rival a falta de 40 segundos. Navarro con oportunidad de sentenciar el partido, tiró 2 tiros libres pero no entró ninguno. El Real Madrid lo intentó como pudo pero de nuevo Lorbek interceptó el balón y sentenció Mickeal con un mate.
Los azulgrana se convirtieron en campeones de la Supercopa, consiguiendo por tercera vez en su historia este título, demostrando que este año intentarán conseguir la Euroliga, apoyándose en unos buenos jugadores. Xavi Pascual consigue de esta manera su segundo título profesional desde el banquillo desde que llegó al Barça, anteriormente consiguió la Liga ACB.
| Campeón Supercopa 2009 |
| ---------------------- |
| FC Barcelona           |

### Estadísticas
| Jugador (en negrita) | Indica los jugadores que salieron en el Quinteto Inicial. |

| N.º  | Jugador        | Min   | Pts | T2    | T3   | T1    | Reb | Ass | Rob | Per | Tap | Fal | Val  |
| ---- | -------------- | ----- | --- | ----- | ---- | ----- | --- | --- | --- | --- | --- | --- | ---- |
| 5    | Basile, G.     | 13:23 | 0   | 0/1   | 0/1  | 0/0   | 1   | 1   | 0   | 2   | 0   | 2   | (-2) |
| 8    | Trias, Jordi   | 00:00 | 0   | 0/0   | 0/0  | 0/0   | 0   | 0   | 0   | 0   | 0   | 0   | 0    |
| 9    | Rubio, Ricky   | 1:19  | 0   | 0/0   | 0/0  | 0/0   | 1   | 0   | 0   | 1   | 0   | 1   | 1    |
| 10   | Lakovic, Jaka  | 04:17 | 0   | 0/1   | 0/0  | 0/0   | 2   | 1   | 0   | 0   | 0   | 1   | 0    |
| 11   | Navarro, JC.   | 32:09 | 22  | 3/6   | 5/7  | 1/3   | 4   | 5   | 0   | 3   | 0   | 1   | 25   |
| 17   | Vázquez, Fran  | 09:40 | 3   | 1/4   | 0/0  | 1/2   | 4   | 0   | 1   | 1   | 1   | 4   | 1    |
| 21   | Ndong, B.      | 21:34 | 13  | 5/7   | 0/0  | 3/5   | 1   | 0   | 1   | 1   | 0   | 4   | 10   |
| 23   | Morris, T.     | 18:23 | 12  | 3/4   | 2/4  | 0/2   | 6   | 0   | 0   | 3   | 0   | 3   | 8    |
| 24   | Sada, Victor   | 15:13 | 7   | 2/2   | 1/1  | 0/0   | 1   | 2   | 0   | 0   | 0   | 2   | 9    |
| 25   | Lorbek, Erazem | 30:01 | 12  | 5/9   | 0/1  | 2/2   | 7   | 4   | 3   | 0   | 2   | 2   | 22   |
| 33   | Mickeal, Pete  | 29:17 | 12  | 4/9   | 1/2  | 1/1   | 5   | 3   | 2   | 1   | 0   | 2   | 13   |
| 44   | Grimau, Roger  | 05:33 | 0   | 0/0   | 0/0  | 0/0   | 1   | 0   | 0   | 0   | 0   | 1   | 0    |
|      | Equipo         | 200   | 83  | 24/45 | 9/17 | 11/21 | 34  | 19  | 8   | 13  | 3   | 22  | 97   |
| Ent. | Pascual, Xavi  |       |     | 53%   | 53%  | 52%   |     |     |     |     |     |     |      |

| N.º  | Jugador         | Min   | Pts | T2    | T3   | T1    | Reb | Ass | Rob | Per | Tap | Fal | Val |
| ---- | --------------- | ----- | --- | ----- | ---- | ----- | --- | --- | --- | --- | --- | --- | --- |
| 5    | Prigioni, Pablo | 27:34 | 12  | 0/0   | 3/5  | 3/4   | 2   | 1   | 2   | 4   | 0   | 3   | 10  |
| 6    | Hansen, Travis  | 29:34 | 9   | 3/4   | 1/4  | 0/0   | 5   | 1   | 0   | 0   | 1   | 3   | 12  |
| 9    | Reyes, Felipe   | 15:07 | 11  | 4/9   | 0/0  | 3/4   | 5   | 0   | 0   | 3   | 0   | 3   | 6   |
| 13   | Kaukenas, R.    | 19:25 | 6   | 2/2   | 0/2  | 2/2   | 1   | 2   | 1   | 2   | 0   | 2   | 5   |
| 14   | Velickovic N.   | 27:07 | 6   | 3/5   | 0/2  | 0/0   | 8   | 1   | 0   | 2   | 0   | 1   | 9   |
| 15   | Garbajosa, J.   | 30:02 | 17  | 4/9   | 2/3  | 3/3   | 1   | 1   | 3   | 0   | 0   | 3   | 15  |
| 17   | Hervelle, A.    | 7:44  | 6   | 3/6   | 0/0  | 0/0   | 1   | 0   | 0   | 0   | 0   | 1   | 3   |
| 20   | Vidal, Sergi    | 10:26 | 3   | 0/1   | 1/1  | 0/0   | 2   | 0   | 0   | 0   | 0   | 1   | 3   |
| 21   | Dasic, V.       | 00:00 | 0   | 0/0   | 0/0  | 0/0   | 0   | 0   | 0   | 0   | 0   | 0   | 0   |
| 22   | Bullock, Louis  | 19:03 | 7   | 1/1   | 0/3  | 5/5   | 1   | 3   | 1   | 1   | 0   | 4   | 9   |
| 23   | Llull, Sergio   | 13:58 | 5   | 1/2   | 0/1  | 3/4   | 1   | 1   | 0   | 0   | 0   | 1   | 5   |
|      | Equipo          | 200   | 82  | 21/39 | 7/21 | 19/22 | 29  | 10  | 7   | 12  | 1   | 22  | 79  |
| Ent. | Messina E.      |       |     | 54%   | 33%  | 86%   |     |     |     |     |     |     |     |

## MVP

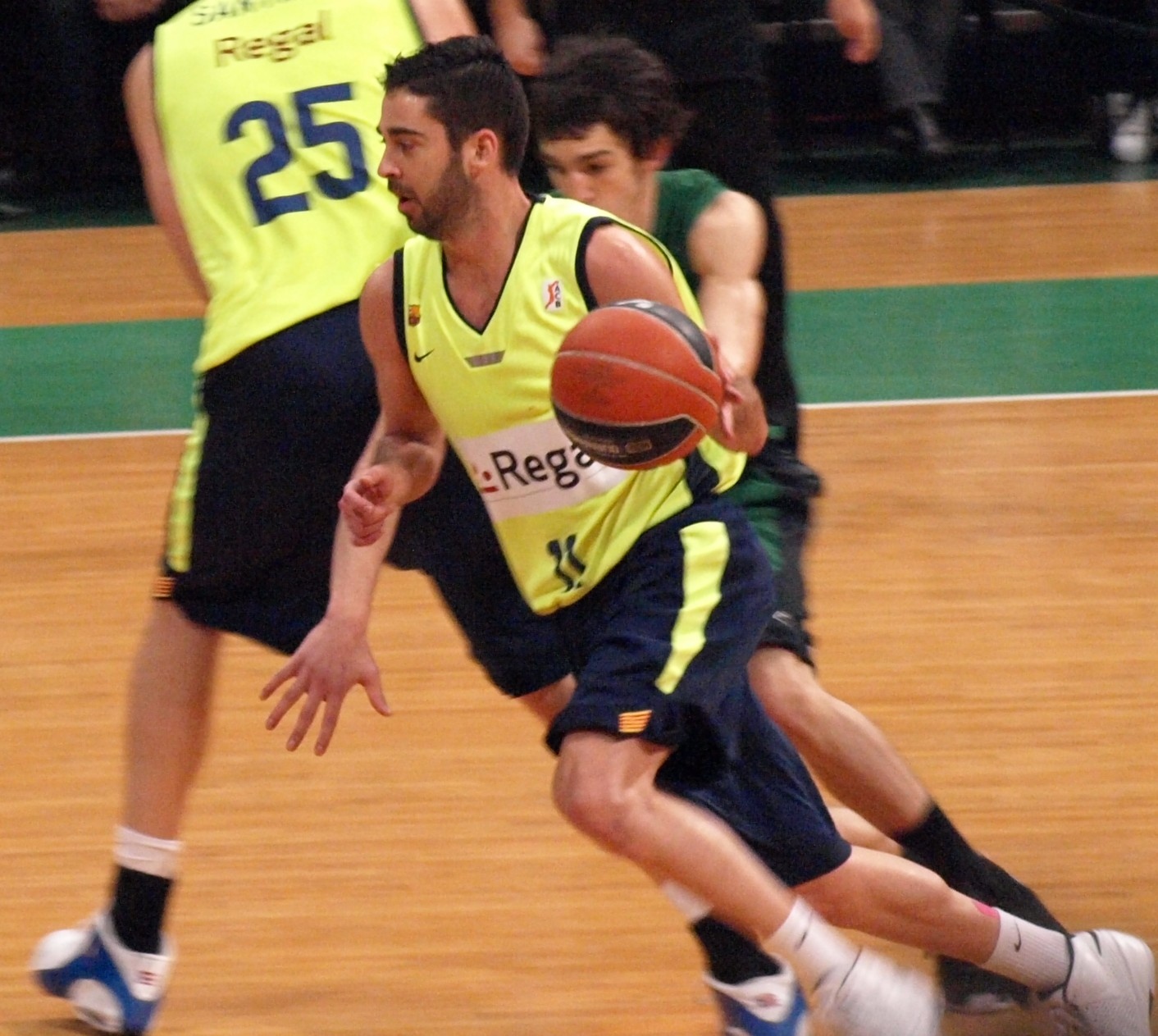
Juan Carlos Navarro, MVP del torneo.

El MVP del partido fue el catalán del Regal Barça, Juan Carlos Navarro, que añadió este título individual a su larga lista de trofeos.Navarro fue el primer español en conseguir el MVP de la Supercopa.Juan Carlos consiguió 25 de valoración, con 22 puntos para llevarse este galardón, uno, de los que todavía no tenía en su colección.
| Predecesor: Supercopa ACB 2008 | Supercopa ACB 2009 VI edición | Sucesor: Supercopa ACB 2010 |